# Тімуш Андрій Іванович
Андрій Іванович Ті́муш (нар. 18 жовтня 1921, Моловата — пом. 12 лютого 2018) — молдавський і радянський економіст-соціолог, доктор економічних наук з 1981 року, професор, член-кореспондент Академії наук Молдавської РСР з 1984 року.

## Біографія
Народився 18 жовтня 1921 року в селі Моловата (тепер Дубесарського району Молдови). Брав участь у Другій світовій війні. Член ВКП(б) з 1945 року.
У 1944—1947 роках був на комсомольській роботі; у 1947—1949 роках — секретар Оргіївського райкому КП(б)М; у 1951—1952 роках — перший секретар Теленештського райкому КП(б)М; у 1952—1953 роках — перший серретар ЦК ЛКСМ Молдавії. З 1953 року на відповідальних посадах в органах друку, радіо і телебачення. На 4-му з'їзді КП(б)М був обраний членом ЦК. У 1952—1954 роках був кандидатом в члени Бюро ЦК КПМ. 1954 року закінчив Вищу партійну школу при ЦК КПРС.
З 1967 року відповідальний секретар, заступник головного редактора Молдавської Радянської енциклопедії, а з 1971 року завідувач сектору соціологічних досліджень Відділу філософії і права АН Молдавської РСР. У 1976 році заснував Асоціацію соціологів, а пізніше — Асоціацію соціологів та демографів, президентом якої був до 1991 року. У 1983—1987 роках був головним редактором головної редакції Молдавської Радянської Енциклопедії, а у 1987—1991 роках — завідувач секції соціології Інституту філософії, соціології та права АН Молдови.
Помер 12 лютого 2018 року.

## Праці
За всю свою кар'єру опублікував понад 400 наукових праць, у тому числі 26 монографій. Серед праць:
- Социальные процессы на селе. (Кишинів, 1975)(рос.);
- Научно-технический прогресс и социальное развитие села. (Кишинів, 1977)(рос.);
- Слушатели и читатели: мнения, интересы, стемления. (Кишинів, 1978)(рос.);
- Деревня в условиях интеграции. (Москва, 1979, у співавторстві)(рос.).

## Відзнаки
- Нагороджений орденами Вітчизняної війни І ступеня (6 квітня 1986), Слави ІІІ ступеня (6 листопада 1947)[2], Трудового Червоного Прапора, «Знак Пошани»;
- Заслужений діяч науки Молдавської РСР з 1982 року.